# Berkeley Open Infrastructure for Network Computing
BOINC, acronyme de Berkeley Open Infrastructure for Network Computing (« infrastructure ouverte de Berkeley dédiée au calcul en réseau ») est une plate-forme de calcul distribué qui permet de gérer des projets de calcul sur la base du volontariat. Développée à l'origine pour le projet de recherche d'intelligence extraterrestre SETI@home par l'université de Californie à Berkeley, elle a été généralisée pour de nombreuses autres applications scientifiques. Le but de BOINC est de mettre à disposition des chercheurs la puissance de calcul de nombreux ordinateurs personnels dans le monde entier.
Pour l'utilisateur final, BOINC se présente sous la forme d'une application à installer sur son ordinateur. Cette application s'exécute (selon paramétrage) lorsque l'ordinateur est peu ou pas utilisé. Le temps de calcul ainsi récupéré est mis à disposition d'un des projets.
BOINC a une puissance totale moyenne de calcul d'environ 33,82 PFLOPS repartie sur environ 477 414 ordinateurs actifs au début de novembre 2019. Pour comparaison, le supercalculateur le plus puissant au début de 2016 est le Tianhe-2, hébergé en Chine, qui atteint une puissance de 33 860 TFLOPS (soit 33,86 PFLOPS).

## Description

Total de la puissance de calcul des 500 meilleurs supercalculateurs mondiaux de 1993 à 2008. Source : TOP500.

BOINC est une plate-forme de calcul partagé à laquelle tout le monde peut connecter son ordinateur. C'est donc un programme qui permet de faire participer des volontaires à des projets scientifiques dans différents domaines tels que la médecine, l'astronomie, la physique ou les mathématiques.
En faisant fonctionner BOINC, ces volontaires apportent une partie de la puissance de calcul de leur ordinateur personnel à des projets scientifiques qui ont parfois d'importants besoins sans disposer des moyens financiers qui leur permettraient d'utiliser un supercalculateur.
BOINC a pour rôle de gérer les programmes de calcul partagé présents un ordinateur. Elle demande très peu de puissance de calcul  pour elle-même, et ne se sert du processeur que lorsqu'il n'est pas utilisé par d'autres applications et ne gêne donc pas l'utilisateur. Il n'est pas non plus nécessaire d'allumer son ordinateur en permanence.
Les fonctionnalités :
- mise en cache de plusieurs unités de calcul permet à l'ordinateur de continuer à calculer sans être connecté à internet ;
- téléchargement de nouveaux programmes et des mises à jour ;
- participation simultanée à plusieurs projets ;
- gestion de plusieurs ordinateurs clients avec une seule interface (BOINC Manager).

BOINC propose des systèmes de statistiques en fonction du calcul effectué. Ainsi 1 point (appelé cobblestone) sur un projet vaut 1 point sur un autre projet. Cela permet de faire des statistiques globales portant sur plusieurs projets et permet une compétition motivante entre les équipes, les pays. D'après la page des crédits généraux, il faut 8,9 mois pour un doublement des points au rythme du 24 mai au 22 juillet 2009. En avril 2013, la puissance de calcul est de 9,4 PFLOPS pour 356 988 ordinateurs actifs soit 26,34 GFLOPS par ordinateur.

## Puissance de calcul
Le principe de BOINC est de fonctionner sur des ordinateurs possédant des caractéristiques différentes les unes des autres, et sur un nombre de machines qui n'est pas constant dans le temps. C'est pourquoi la puissance de calcul annoncée sur le site officiel est une moyenne calculée sur les dernières 24 heures.
La puissance de calcul disponible est donc variable et imprévisible.

## Logiciel
BOINC est un logiciel libre, sous la licence publique générale limitée GNU : chacun peut l'utiliser et le modifier pour ses propres besoins.
BOINC dispose d'un programme pour plusieurs plates-formes, ce qui permet de toucher un plus large public (Windows, GNU/Linux, Mac OS X, FreeBSD, Solaris entre autres).

## Architecture

### Principe de fonctionnement

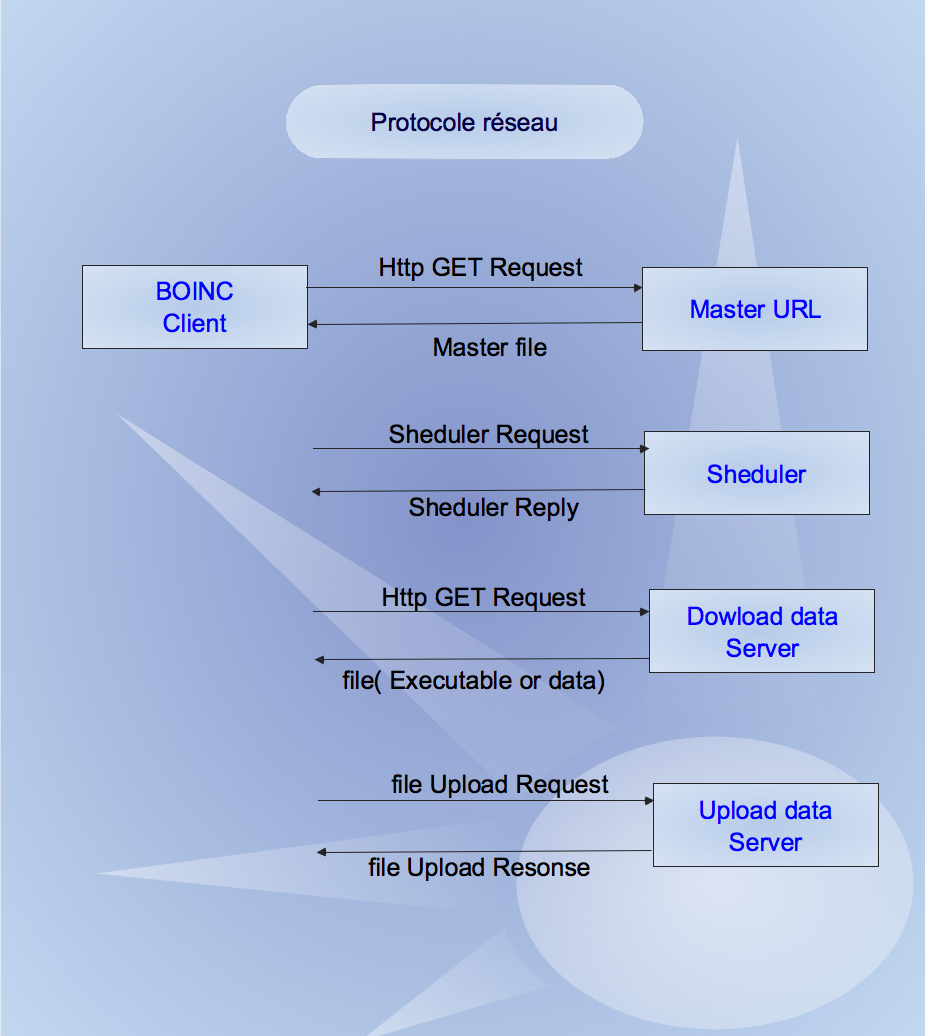
Protocole réseau

La plate-forme BOINC suit un modèle simple : chaque projet s'étend sur un serveur central qui exécute une application Master. Les applications sont réparties sur des milliers de petites tâches qui sont envoyées à des machines réparties sur l'Internet, où ils exécutent des applications de type travailleurs. 

Il n'y a pas de communication entre les travailleurs. Toutes les communications doivent être du travailleur au Maître, afin de permettre la traversée de NAT et pare-feu. Les applications BOINC sont donc limitées au modèle Master/worker, avec un serveur central chargé de distribuer le travail aux clients BOINC. BOINC suit un protocole de réseau simple, qui demande aux clients d'initier toutes les communications (problèmes de NAT/pare-feu) et de communiquer avec le serveur à chaque fois qu'un client demande plus de travail. Chaque fois qu'un client est inactif et décide d'exécuter plus de travail, il doit contacter le serveur principal trois fois.

### Gestion des tâches
Afin d'empêcher toutes triches ou erreurs de calcul, la même tâche peut être envoyée à une ou plusieurs machines. Lorsqu'une tâche est finie, l'ordinateur renvoie son résultat au serveur central qui compare ensuite le résultat avec les autres machines. En cas de désaccord, une tâche supplémentaire est envoyée à un autre ordinateur qui départagera les premiers ordinateurs. Le nombre d'ordinateur utilisé par application définit la fiabilité du résultat mais influence sur le temps d'attente pour obtenir le résultat.
Lorsque la tâche est validée, l'ordinateur est récompensé par des "crédits" dont la quantité peut dépendre du temps de calcul et de l'application. Voir BOINC Credit System

### Gestionnaire de compte
Un gestionnaire de compte (ou Account Manager) permet de simplifier la gestion de plusieurs projets et/ou de plusieurs ordinateurs. Quelques gestionnaires de comptes connus :
- BAM! (BOINC Account Manager) (premier Account Manager disponible au public, sortie le 30 mai 2006)
- GridRepublic (en)
- SAM

### Architecture système
Il existe deux interfaces entre le serveur et chaque client: l'ordonnanceur et le serveur de données. Tous les objets (composants
BOINC) qui ont une couleur bleu-gris font partie de la suite logicielle de l'ensemble du système BOINC. Tous les objets (Composants spécifiques BOINC) couleur orange font partie du projet qui est hébergé sur le système BOINC. Le système BOINC se compose de matériel et de logiciel complexes qui sont destinés à permettre une organisation et à effectuer le calcul distribué. Le système comporte deux couches primaires:
- Côté serveur
  - Logiciel
    - Le système logiciel comprend : Base de données, Projet de site Web

  - Matériel
    - Serveurs
- Côté client
  - Matériel
    - Hôte des Participants

  - Logiciel
    - BOINC Manager (permettant de paramétrer le comportement du deamon. Interface graphique utilisant l'API WxWidgets)
    - BOINC Daemon (programme sans interface)
    - Science Application

## Les projets
Les domaines scientifiques visés par les projets BOINC sont :
- la biologie et la médecine ;
- la physique et les nanotechnologies ;
- l'astronomie ;
- la climatologie ;
- les mathématiques et l'informatique.

En octobre 2012, le projet PrimeGrid représente 17 % des calculs effectués et 12 % de la puissance actuelle de BOINC (le projet a une puissance moyenne de 2300 TFLOPS). Le deuxième projet le plus populaire est SETI@home avec 14 % des calculs effectués (puissance moyenne de 1500 TFLOPS). Vient ensuite MilkyWay@Home (en) avec 13 % des calculs effectués (puissance moyenne de 1400 TFLOPS). BOINC regroupe 71 projets actifs (2012).

Logos de BOINC
Logo utilisé de 2002 à juillet 2007
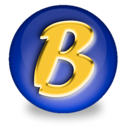
Icône de BOINC Manager Juillet 2007 à septembre 2007
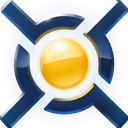
Icône de BOINC Manager utilisé depuis septembre 2007